# Бродська фортеця
Бродська фортеця — фортеця в місті Славонський Брод, Хорватія зі значним культурним надбанням. Фортеця побудована в 18 столітті ерцгерцогом Австрії для створення оборони проти Османської імперії.

## Історія
Місто Славонский Брод, Хорватія, є важливим стратегічним і транспортним вузлом контролю перетину кордонів в сторону Туреччини і з'єднує головні торгові шляхи в той час, в період між 1715 і 1780 році Австрія побудували великий імператорський і королівський прикордонну фортецю Брод на річки Сава, яка разом з укріпленими бароковими містами Славонії, а саме Осієк і Стара Градішка, належить до великої оборонної системи на кордоні до турецької імперії, спроектований принца Євгенія Савойського в першій половині 18 ст. Її побудували селяни Військової кордону під примусовою працею точніше 634 на добу, які також давали 53 конях, що тягнуться, щодня для транспортування матеріалу. Регулярна фортеця, що нагадує зірку, визначалася плоскою країною. Він був побудований з трамбованої землі, цегли, дерева і частково каменю, і розрахований на розміщення 4000 солдатів, в основному піхоти і 150 гармат.
Згідно з оцінкою опору фортеці Брод, під час класичної облоги з каналами повної потужності, потрібно було 10 днів підготовки до атак і 46 днів для того, щоб ворог захопив всю фортецю. Фортеця Брод займала близько 33 га. Військовий уряд не допускав будівництва твердих матеріальних будинків, тому що все місто знаходилося в межах фортечних гармат, а отже, протягом усього 18-го та більшої частини XIX століття, Брод був містом невеликих дерев'яних будинків, накритий дранкою або дошкою. У випадку потенційного турецького нападу місто було вирівняно, щоб забезпечити артилерію відкритим простором навколо фортеці. Незважаючи на те, що він є військовою прикордоною, Фортеця майже ніколи не мала можливості довести і продемонструвати свою бойову силу. Однак існує багато збережених укріплень, що нагадують минулі часи і повсякденне військове життя, яке відбувалося всередині. Фортеця Брод була побудована відповідно доСистема Вобана . В основному це прямокутна форма, а система оборонних каналів забезпечує зіркоподібне розташування. Вона складалася з трьох захисних зон: внутрішнього, зовнішнього і південного, і охоронялася двома ділянками ровів, що подавалися водою з сусіднього потоку.

## Південна частина
Південна частина фортеці була спеціально підкріплена фортифікацією під назвою Хорнверк, через її рогоподібне розташування (зародок. Ріг-рог). Головним завданням Хорнверка було перешкодити турецьким переходам через річку Сава шляхом впровадження гармат. Однак до кінця XVIII століття, в межах південної оборонної зони, було зведено декілька споруд, наприклад, будівлю командувача фортеці, де сьогодні розташовується Школа музики Славонського Брода, офіцерський павільйон, який крім офіцерських квартир і сьогодні розташовується штаб-квартира міського уряду, кабіна фортеці-капеллана (сьогодні закритий кафе-бар), кухня командира, кошик і конюшня, а інші вільні ділянки використовуються для садів, садів і парків.

## Внутрішня частина
Внутрішня центральна частина фортеці прямокутна і складається з чотирьох бастіонів, з'єднаних оборонними стінами. Бастіони — п'ятикутні трамбовані земляні балочки, обмуровані ззовні, були організовані для остаточного опору противникам, і використовувалися для спостереження за площею перед фортецею, захисту зовнішніх стін і сусіднього бастіону. Окрім гарматних платформ висотою 46 сантиметрів (18 дюймів), на кожному бастіоні були розміщені до 4 сторожових ящиків для оборонних цілей. Є стіни — головні стіни, що з'єднують кожні два бастіони. Вони були збудовані з цегли, з верхнього боку глиняного шару для оборонного шляху. У інтер'єрі стіни є приміщення для розміщення чоловіків і боєприпасів, а також майстерні, необхідні для функціонування фортеці, з переходами через середину. Сьогодні, коваль .

## Центральна частина
У центральній частині знаходиться Кавалер — масивна двоповерхова цегляна стіна у вигляді коня. В інтер'єрі кавалера було до 108 великих приміщень однакового розміру — каземати, які використовувалися для армійсько-логістичних цілей, а саме для розміщення солдатів, артилерійських майстерень, візків, слюсарів, збройових магазинів, арсеналу, хлібобулочних виробів, сховищ, лікарня, аптека.
Сьогодні, у відреставрованій частині південно-західного тракту Кавалера, на загальній площі 1800 квадратних метрів, розміщена унікальна галерея Ružić з першою постійною експозицією хорватського сучасного мистецтва другої половини 20-го століття. У галереї представлені понад 400 творів мистецтва з колекції хорватського скульптора і художника Бранко Ружича, народженого в Броді (Славонський Брод, 1919 — Загреб , 1997), а також його сучасники та друзі. Є барокова фортечна церква Св. Аннив центрі Фортечної площі, захищеної двома будівлями з південної сторони — слов'янськими казармами, відремонтованими і сьогодні в приміщенні класичної програми вищої школи батька Мар'яна Ласковича і казарм штабу. Організовані туристичні групи, раніше оголошені в Раді з туризму, мають можливість відвідати програми «живої історії» на площі фортеці, де зображені особи, одягнені як гусари 12-го славянського гусарського полку з другої половини XVIII століття, а також як інші персонажі з минулої фортеці, такі як командир фортеці і клерк фортеці, охоронці фортеці та ремісники тощо.

## Зовнішня зона захисту
Зовнішня оборонна зона складалася з равелінів — трикутних бастіонів, які захищали головні стіни і перешкоджали виходу ворога до фортеці. Всі равеліни збудовані з проткнутої землі і цегляної стіни з зовнішньої сторони, а у верхній частині — верхній шар і парапети. У західних і східних стінах равелін є редут — п'ятикутне укріплення, яке використовують як попередній пороховий магазин і як зброяр. Через бурхливий розвиток облогової техніки фортеця Брод втратила оборонне завдання вже до середини 19 століття. З цього моменту Брод на річці Сава почав свій інтенсивний розвиток, а старий дерев'яний Брод почав зникати. Руйнування фортеці Брод триває протягом усього 20-го століття. Деякі об'єкти були знищені армією як непридатні, в той час як занедбані та нестійкі будівлі прогинаються і старіють. У період з 1945 р. До тих пір Хорватська війна за незалежність у 1990-х роках, фортеця служить житлом для солдатів Національної армії Югославії. Сьогодні фортеця Брод, об'єкт культурної спадщини та унікального і монументальний приклад Славонскі військової фортифікаційної архітектури 18-го століття, належить до міста Славонскі Брод, рішуче початку його активізації.